# Самообслуговування

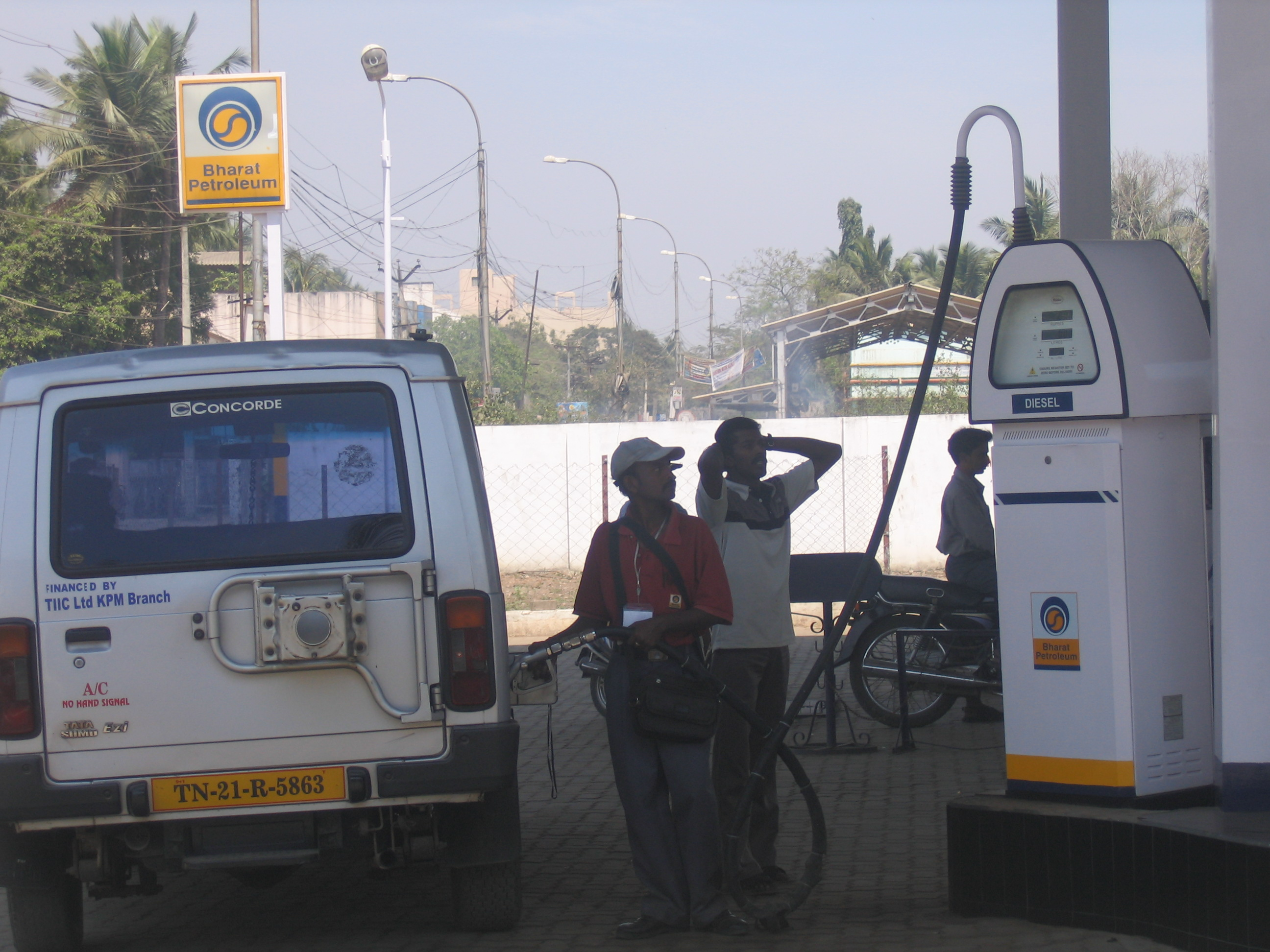
АЗС з самообслуговуванням

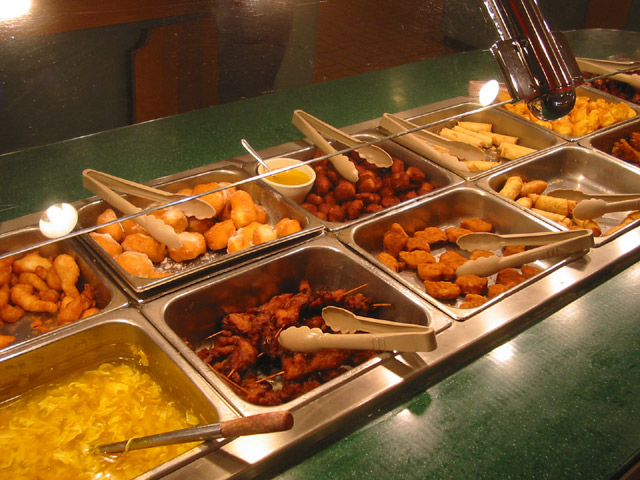
Китайський ресторан

Самообслуговування — концепція в торгівлі, при якій придбання товарів і послуг робиться покупцем самостійно, без допомоги обслуговчого персоналу.
Типовий приклад — АЗС, де клієнт заливає паливо самостійно, потім оплачує покупку через платіжний термінал.
Також банкомати (багато банків прагнуть скоротити свої витрати на персонал, створюючи автоматизовані системи обслуговування, в тому числі телефоном і в інтернеті), термінали оплати послуг стільникового зв'язку, ЖКГ, проїзду в громадському транспорті. 

У сфері роздрібної торгівлі і закладах громадського харчування з'являються супермаркети і ресторани, з оплатою в касі самообслуговування.
Самообслуговування дозволяє економити значні кошти на заробітної платі персоналу, тим самим знижуючи ціни для споживачів.